# آيت حزم إيكمير (آيت عباس)
آيت حزم إيكمير هي إحدى مشيخات المملكة المغربية، تتبع جغرافيا لإقليم أزيلال وإداريًا لآيت عباس. يقدر عدد سكانها بـ 2999 نسمة حسب الإحصاء الرسمي للسكان والسكنى لسنة 2004.